# Куратоли, Лука
Лука Куратоли (итал. Luca Curatoli; род. 25 июля 1994, Неаполь) — итальянский фехтовальщик-саблист, серебряный призёр Олимпийских игр 2020 года в командном первенстве, двукратный чемпион мира в командном первенстве (2015 и 2025), многократный призёр чемпионатов мира и Европы.

## Биография
Родился в 1994 году в Неаполе. В 2014 году стал чемпионом мира среди юниоров.
В 2015 году стал серебряным призёром чемпионата Европы и обладателем золотой медали чемпионата мира. В 2017 году итальянец стал вице-чемпионом Европы в командной сабле, а затем завоевал бронзовую медаль мирового первенства в том же виде программы. Через год итальянец в составе национальной сборной в третий раз подряд занял второе место на континентальном чемпионате в командной сабле, а на чемпионате мира в том же виде программы стал обладателем серебряной медали.